# 1957年度環球小姐比賽
1957年環球小姐比賽已經是第六届，來自秘魯的葛拉蒂絲·澤德爾奪得了后冠。

## 有關資料
- 届數：第六届
- 總決賽地點：美國加利福尼亞長灘
- 選手數量：三十二位
- 總決賽日期：七月十九日

## 最終結果
- 冠軍：秘魯小姐Gladys Rosa Zender Urbina
- 亞軍：巴西小姐Teresinha Gonçalves Morango
- 季軍：英格蘭小姐Sonia Hamilton
- 第四名：古巴小姐Maria Rosa Gamio Fernández
- 第五名：德國小姐Gerti Daub

其他入圍者（排名不分前後）：
- 阿拉斯加小姐Martha Lehmann
- 阿根廷小姐Mónica Lamas（代替（補上）美國小姐進入前十五名）
- 奧地利小姐Hannerl Melcher
- 加拿大小姐Gloria Noakes
- 希臘小姐Ligia Karavia
- 意大利小姐Valeria Fabrizzi
- 日本小姐Kyoko Otani
- 摩洛哥小姐Jacqueline Dorella Bonilla
- 瑞典小姐Inger Jonsson
- 烏拉圭小姐Gabriela Pascal

- 友誼小姐第一名：波多黎各小姐
- 第二名：南卡羅萊納洲小姐Jean Spotts（美國小姐參賽選手）
- 第三名（同分）： 法國小姐，土耳其小姐，日本小姐，墨西哥小姐，德克萨斯小姐Gloria Hunt（美國小姐參賽選手）和俄克拉何馬小姐Rose Mary Raab（美國小姐參賽選手）

- 最上鏡小姐：
- 第一名：德國小姐
- 第二名：意大利小姐
- 第三名：巴西小姐
- 第四名：馬提尼克島小姐
- 第五名：烏拉圭小姐

- 最受歡迎小姐：
- 第一名：加拿大小姐
- 第二名：德國小姐
- 第三名：意大利小姐
- 第四名：北達科塔小姐Anne-Marit Studness（美國小姐參賽選手）
- 第五名：波多黎各小姐

## 參賽選手
| - 阿拉斯加 - Martha Lehmann - 德国 - Gerti Daub - 阿根廷 - Mónica Lamas - 奥地利 - Hannerl Melcher - 比利时 - Janine Honotiau - 巴西 - Terezinha Gonçalves Morango - 加拿大 - Gloria Noakes - 錫蘭 - Camellia Rosalia Perera - - Park Hyunok - - Sonia Cristina Icaza - 古巴 - María Rosa Gamio - - Patricia Consuelo Benítez - 美国 - Mary Leona Gage - 菲律賓 - Mary Ann Carmen Philipps Corrales - 法國 - Lisa Simon - 希腊 - Ligia Karavia - - Ana Walda Olyslager | - 夏威夷 - Ramona Tong - 英格兰 - Sonia Hamilton - 冰島 - Bryndis Schram - 以色列 - Atara Barzely - 義大利 - Valeria Fabrizzi - 日本 - Kyoko Otani - 摩洛哥 - Jacqueline Doreilla Bonilla - 馬提尼克島 - Ginette Cidalise Montaise - 墨西哥 - Irma Arévalo - 巴拉圭 - Lucy Montanero Rivarola - 秘魯 - Gladys Zende - 波多黎各 - Mapita Mercado Cordero - 瑞典 - Inger Jonsson - 土耳其 - Guler Sirmen - 乌拉圭 - Gabriela Pascal - 委內瑞拉 - Consuelo Nouel Gómez |

## 重要記錄
- 秘魯小姐最后奪冠，但她沒有閱讀章程，參賽時謹十七歲半，但比賽要求要十八歲至二十七歲其間。差點被取消后冠資格。可是當時秘魯法例年齡只需過了一半，只可以計算下去。換言之，十七歲半可以當成十八歲，她才可以繼當環球小姐。
- 美國小姐Leona Mary Gage來自猶他，但在參賽前曾結婚和懷孕，違反參賽資格，最後取消了當美國小姐和代表美國參加環球小姐的資格。所以當年沒有美國小姐參加，而後來亞軍補上了冠軍繼續任期。
- 英格蘭小姐是1957年歐洲小姐第五名。
- 德國小姐是1957年歐洲小姐參賽選手。
- 委內瑞拉小姐參加了1957年世界小姐比賽，但無入圍。
- 哥倫比亞小姐退出了比賽。
- 澳大利亞小姐退出了比賽，但後來參加了1957年世界小姐比賽。
- 芬蘭小姐退出了比賽，但後來參加了1957年世界小姐得到冠軍。
- 荷蘭小姐退出了比賽，但後來參加1959年世界小姐得到冠軍。
- 美國小姐原定是前十五名選手，但被取消資格後由第十六名阿根廷小姐補上。

## 評判員
- Alberto Varga
- Earl Wilson
- Roger Zeiler
- Lois J. Swanson